# Paris Corley
Paris Corley (* 3. Januar 1998) ist eine US-amerikanische Tennisspielerin.

## Karriere
Paris Corley spielt bisher vor allem Turniere der ITF Women’s World Tennis Tour, wo sie bislang sechs Doppeltitel gewann.

## College Tennis
Paris Corley spielte 2016 bis 2018 für die Damentennismannschaft der Wildcats der University of Arizona und 2018 bis 2021 für die LSU Tigers der Louisiana State University.

## Turniersiege

### Doppel
| Nr. | Datum              | Turnier   | Kategorie | Belag             | Partnerin             | Finalgegnerinnen                          | Ergebnis          |
| --- | ------------------ | --------- | --------- | ----------------- | --------------------- | ----------------------------------------- | ----------------- |
| 1.  | 27. November 2021  | Guatemala | ITF W15   | Hartplatz         | Lexington Reed        | Fernanda Astete Hurricane Tyra Black      | 4:6, 7:61, [10:5] |
| 2.  | 20. August 2022    | Cancun    | ITF W15   | Hartplatz         | Melany Solange Krywoj | Mao Mushika Mio Mushika                   | 7:66, 6:3         |
| 3.  | 10. September 2022 | Cancun    | ITF W15   | Hartplatz         | Lexington Reed        | Louise Kwong Anna Ulyashchenko            | 7:5, 6:3          |
| 4.  | 27. April 2024     | Monastir  | ITF W15   | Hartplatz         | Dasha Ivanova         | Patricija Paukštytė Zuzanna Pawlikowska   | 7:67, 6:2         |
| 5.  | 1. Februar 2025    | Glasgow   | ITF W35   | Hartplatz (Halle) | Tiphanie Lemaître     | Esther Adeshina Victoria Allen            | 6:4, 5:7, [10:5]  |
| 6.  | 10. März 2025      | Solarino  | ITF W35   | Teppich           | Weronika Falkowska    | Valentini Grammatikopoulou Julija Hatouka | 6:1, 6:1          |